# Aves en la música

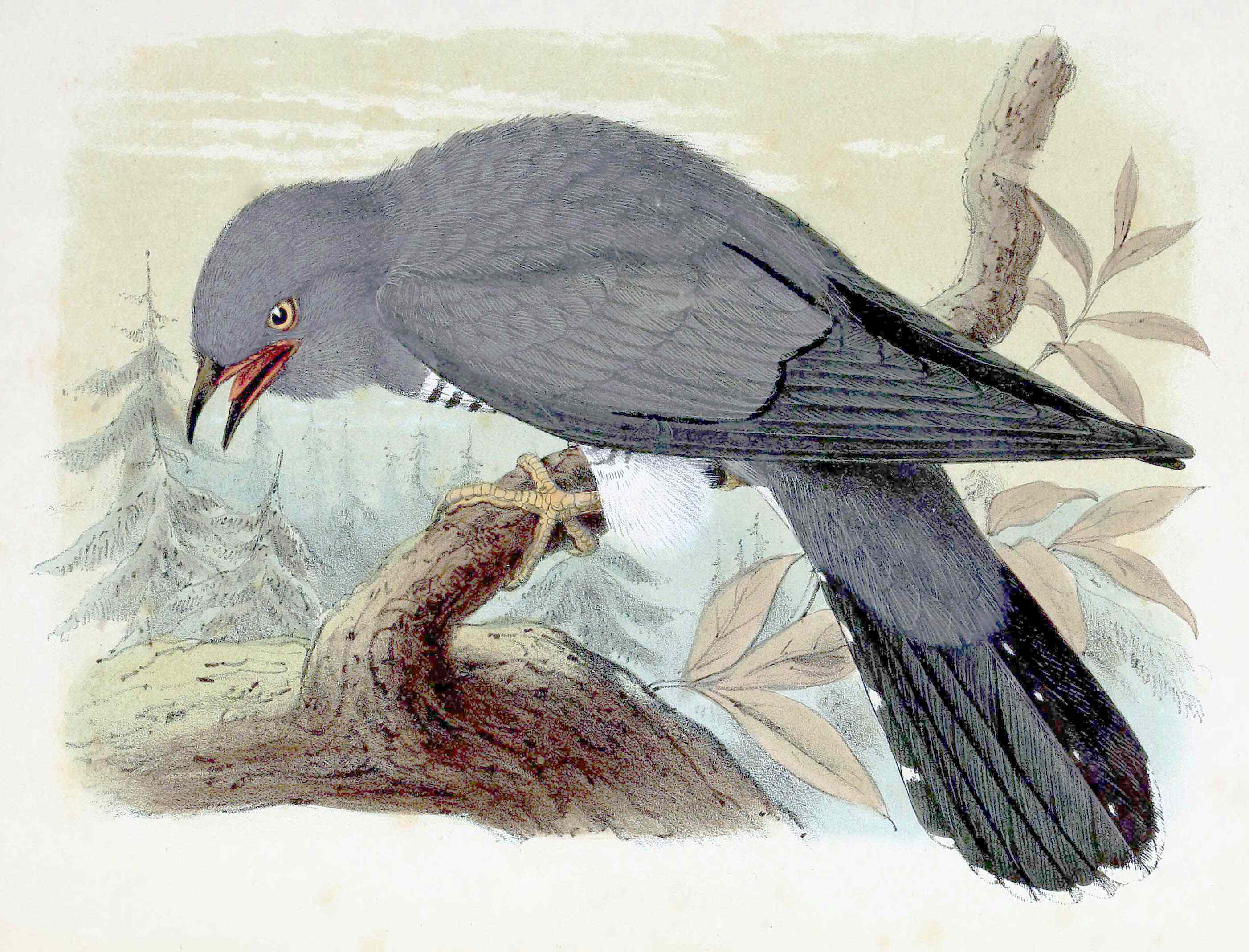
Un cuco común, ave usualmente representada en la música clásica.

Las aves en la música son un tema ampliamente estudiado pues es un fenómeno presente en diferentes culturas. Se refiere al uso o presencia del canto de las aves en composiciones musicales de forma real o simulada. En la música clásica occidental está presente desde por lo menos el siglo XIV cuando compositores como Jean Vaillant o Clément Janequin citaron el canto de los pájaros en algunas de sus composiciones. Entre las aves cuyo canto se utiliza con mayor frecuencia en la música se encuentran el ruiseñor y el cuco.
La aparición del canto de las aves ha ocurrido de diferentes formas en la música: los compositores pueden inspirarse en el canto de los pájaros; pueden imitar su canto en una composición; incorporar grabaciones de aves en sus obras, como hizo Ottorino Respighi por primera vez; o —como la violonchelista Beatrice Harrison en 1924 y más recientemente el músico de jazz David Rothenberg— pueden hacer un dueto con pájaros.
Autores como Rothenberg han afirmado que aves como el zorzal ermitaño cantan en escalas tradicionales como se usa en la música humana; aunque este no sea el caso para el ruiseñor. Otros investigadores han afirmado que la forma en que utilizan variaciones de ritmo, relaciones de tono musical y combinaciones de notas pueden parecerse a la composición musical. Por otro lado las limitaciones motora de humanos y aves pueden haber llevado a que ambos tengan estructuras de canciones similares, incluidos "contornos melódicos en forma de arco y descendentes en frases musicales", notas largas al final de las frases y, por lo general, pequeñas diferencias en el tono entre notas adyacentes, al menos en aves con una estructura de canto fuerte como el trepador de árboles euroasiático.

## Aves en distintas culturas musicales
Musicólogos como Matthew Head y Suzannah Clark creen que el canto de los pájaros ha tenido una gran influencia, aunque ciertamente no cuantificable, en el desarrollo de la música.   El canto de los pájaros ha influido en los compositores de varias formas: 1) pueden imitar intencionalmente el canto de los pájaros en una composición; pueden incorporar grabaciones de aves en sus trabajos; o pueden hacer un dueto con pájaros.

### En la música clásica temprana
Los compositores tienen una variedad de sonidos de pájaros con los cuales trabajar, desde el canto y las llamadas de los pájaros hasta la apariencia y los movimientos de los pájaros, ya sean reales, ficticios (como el fénix ) o incluso mecánicos. Pueden optar por utilizar estos materiales literalmente, imitando sus sonidos, como cuando Serguéi Prokófiev utiliza un oboe para el graznido de un pato o un pájaro en Pedro y el lobo ; puede representar a los pájaros simbólicamente; o puede dar una impresión general, como cuando Vivaldi pinta un cuadro de pájaros moviéndose y cantando en Las cuatro estaciones . 
Un ejemplo temprano de una composición que imita el canto de los pájaros es el cuco "realista" en Le Chant Des Oiseaux del siglo XVI de Janequin.

#### Ruiseñores
En la música clásica, dos pájaros especialmente populares son el ruiseñor y el cuco.
La canción del ruiseñor ha sido utilizada por compositores como Handel, quien la cita en el aria "Sweet bird, that shun'st the noise of folly" [Dulce pájaro, que rehúye el ruido de la locura] en L'Allegro, il Penseroso ed il Moderato y en el "Nightingale chorus" en el oratorio Solomon, y en su Concierto para órgano "No. 13 ", conocido como" El cuco y el ruiseñor ". Aparece en la ópera de Rameau Hippolyte et aricie en el aria de "Ruiseñores amorosos" [Rossignols amoureux]. También se pueden encontrar ruiseñores en obras de Glinka, Mendelssohn, Liszt, Balakirev, Grieg, Granados, Ravel y Milhaud.

#### Cucos
En cuanto al cuco, podemos encontrar su canto en la Sinfonía pastoral, segundo movimiento de Beethoven, en la sinfonía de 1912 Al escuchar el primer cuco en primavera ) del compositor inglés Delius; en el concierto HWV 295 El cuco y el ruiseñor de Handel; en la obra de Respighi Los pájaros [Gli ucelli] ; en el Carnaval de los animales de Saint-Saens; en Concierto en La de Vivaldi hay un movimiento que se llama El cuco [Il Cucù]; y en la Primera sinfonía de Gustav Mahler, el cuco "canta" cuartas perfectas en lugar de la habitual tercera mayor o tercera menor).
Con menos frecuencia imitado son el carbonero común (en la Cuarta Sinfonía de Anton Bruckner), el jilguero (Il gardellino en los Seis Conciertos para flauta de Vivaldi), jilguero ("La Linotte éffarouchée" de Couperin, "The Death of the Linnet" de Haydn y otra pieza con el mismo nombre de Rajmáninov), el petirrojo ("Robin Good-Fellow" de Peter Warlock ), golondrina (en los Dúos de Moravia, Op. 38 de Antonín Dvořák y en las Dieciséis canciones para niños, op. 54 de Chaikovski), lavandera (Benjamin Britten), y urraca (en una canción de Músorgski). Dvorak celebró muchos otros tipos de aves, incluidas la paloma común, la alondra y el gorrión común.
La imitación del canto de los pájaros fue popular en las representaciones teatrales de los Estados Unidos, particularmente durante la época en que el vodevil y el chautauqua eran populares. También fueron populares las grabaciones en gramófono de actuaciones de silbidos acompañadas de música instrumental. Entre los artistas destacados en Estados Unidos se encuentran Charles Crawford Gorst, Charles Kellogg, Joe Belmont y Edward Avis ; los de Gran Bretaña incluían a Alec Shaw y Percy Edwards.

### En la música clásica moderna
Entre los compositores del siglo XX, Olivier Messiaen utilizó ampliamente el canto de los pájaros. Su Catalogue d'oiseaux es un conjunto de siete libros de piezas para piano solo basadas en el canto de los pájaros. Su pieza orquestal Réveil des Oiseaux está compuesta casi en su totalidad por el canto de los pájaros. Muchas de sus otras composiciones, incluido Quatuor pour la fin du temps, integran de manera similar el canto de los pájaros.  Béla Bartók también hizo un amplio uso del canto de los pájaros norteamericanos en su Concierto para piano n. ° 3 .  Carl Nielsen usó representaciones de cantos de jilgueros en Song of the Siskin, los cuales habían sido rara vez imitados, aunque gran parte del efecto de los pájaros en su trabajo aparece en sus colores orquestales y patrones de tiempo.  Jean Sibelius afirmó que la llamada de la grulla fue el "leitmotiv de su vida y que es imitada por clarinetes en "Escena con grullas" en su música incidental de Kuolema (Op. 44). El poema sinfónico "Cisne de Tuonela" de Sibelius tiene una melodía triste en el corno inglés . 
La crítica musical Rebecca Franks, que enumera seis de las mejores piezas inspiradas en el canto de los pájaros, elogia The Lark Ascending, de Ralph Vaughan Williams, de 1914, que comienza con "Una línea plateada de violín solista revolotea y se lanza a los dardos, llegando cada vez más alto por encima de la orquesta en silencio, acorde. No hay otra apertura como ésta para una atmósfera instantánea ".  Away with the Birds (2013), de Hanna Tuulikki, está compuesta por canciones y poemas gaélicos tradicionales que imitan el canto de los pájaros; sus cinco movimientos representan limícolas, aves marinas, aves silvestres, córvidos y el cuco.  Otros compositores que han hecho un uso extensivo del canto de los pájaros en su música son Emily Doolittle  y Hollis Taylor. 

El zoomusicólogo Hollis Taylor ha trazado las múltiples técnicas utilizadas por los compositores al apropiarse del canto del carnicero de varios colores australiano (Cracticus nigrogularis): 
En el diseño compositivo, las vocalizaciones del carnicero de varios colores han sido la fuente en los parámetros de melodía, armonía, ritmo, gesto, contorno, envolvente dinámica, estructura formal, longitud de frase (y el equilibrio de sonido y silencio), escalas, repetición, imagen acústica, intención programática e inspiración poética o psíquica. Sus frases de flauta se han asignado a piano y bajo, clarinete y fagot, xilófono y violín. Se han incrustado en un peluche.

### En el jazz
Los músicos de jazz como Paul Winter ( Flyway ) y Jeff Silverbush ( Grandma Mickey ) también han hecho uso de los sonidos de los pájaros.  El saxofonista improvisado Charlie Parker, conocido como "Bird" [pájaro], tocaba líneas melódicas fluidas y rápidas,  con títulos como " Yardbird Suite ", " Ornitología ", " Bird Gets the Worm " y "Bird of Paradise".

### Música africana
Imani Sanga identifica tres formas en que el canto de los pájaros se clasifica y se percibe en un contexto africano: que los pájaros cantan, son músicos y son materiales de composición. Sanga menciona que en un estudio de 1982 de Feld explicó que en la música kaluli, los pájaros son percibidos como espíritus que quieren comunicarse con los vivos a través de su canto. De manera análoga describe cómo las historias con las que creció en África muchas veces incluyen cuestiones sobre aves para justificar su presencia a su alrededor. Su percepción de las aves influyó en su vida cotidiana, creando recuerdos en los que las aves comunes, las palomas de cuello anillado y los cálaos africanos de tierra eran importantes.

## Uso del canto de los pájaros grabado
El compositor italiano Ottorino Respighi, con su poema sinfónico Pini di Roma (1923-1924), puede haber sido el primero en componer una pieza musical que requiere cantos de pájaros pregrabados. Unos años más tarde, Respighi escribió Gli Uccelli (Los pájaros), basada en piezas barrocas imitando cuatro pájaros diferentes, uno para cada movimiento de la obra después de su preludio:
- "Preludio" (basado en la música de Bernardo Pasquini )
- "La colomba" ("La paloma ", basada en la música de Jacques de Gallot )
- "La gallina" ("La gallina ", basada en la música de Jean-Philippe Rameau )
- "L'usignuolo" ("El ruiseñor ", basada en la canción popular "Engels Nachtegaeltje" transcrita por el virtuoso de la flauta dulce Jacob van Eyck )
- "Il cucù" ("El cuco ", basado en la música de Pasquini)

En 1972, el compositor finlandés Einojuhani Rautavaara escribió la pieza orquestal Cantus Arcticus (Opus 61, llamado Concierto para pájaros y orquesta ). Hace un uso extensivo de los cantos de pájaros grabados y de los cantos de pájaros del Ártico, como el trompeteo de los cisnes migratorios.
En las décadas de 1960 y 1970, las bandas de rock comenzaron a utilizar efectos de sonido que incluían el canto de los pájaros en sus álbumes. La banda inglesa Pink Floyd incluyó efectos de sonido de pájaros en canciones de sus álbumes de 1969 More y Ummagumma (por ejemplo, " Grantchester Meadows "). Del mismo modo, la cantante inglesa Kate Bush utilizó cantos de pájaros en su álbum de 2005, Aerial .
Al compositor francés François-Bernard Mâche se le atribuye la creación de la zoomusicología, el estudio de la música de los animales. Su ensayo de 1983 "Musique, mythe, nature, ou les Dauphins d'Arion" incluye un estudio de "ornito-musicología", en el que habla de "músicas animales" y un anhelo de conectarse con la naturaleza.
Otros compositores recientes para quienes el canto de los pájaros grabado es una influencia importante incluyen R. Murray Schafer, Michel Gonneville, Rozalie Hirs,  y Stephen Preston .  El zoológico-musicólogo indio AJ Mithra ha compuesto música utilizando sonidos naturales de aves, animales y ranas desde 2008. 

## El canto de los pájaros como música
El 19 de mayo de 1924, Beatrice Harrison transmitió un programa de radio de la BBC en el que tocaba el violonchelo en su jardín en Oxted, Surrey, junto con el canto de ruiseñores, atraídos por su música de violonchelo.    Esta fue la primera transmisión al aire libre de la BBC. El dúo fue celebrado 90 años después por la violinista Janet Welsh en Lincolnshire .  El filósofo y músico de jazz David Rothenberg tocó de manera similar un dueto improvisado en marzo de 2000 con un "laughingthrush" en el Aviario Nacional de Pittsburgh .  En la naturaleza, machos y hembras cantan a dúos complejos, por lo que "tocar" con un clarinete humano explota el comportamiento natural del pájaro. 
El dueto inspiró el libro de 2005 de Rothenberg Why Birds Sing . Rothenberg también ha grabado un dúo con un pájaro lira australiano.  En Why Birds Sing, Rothenberg afirma que las aves vocalizan escalas tradicionales utilizadas en la música humana.  Él sostiene que los pájaros como el zorzal ermitaño cantan en la escala pentatónica, mientras que el zorzal de los árboles canta en la escala diatónica, como evidencia de que el canto de los pájaros no solo suena como música, sino que es música en un sentido humano.  Las ideas de Rothenberg fueron exploradas en un documental de la BBC de 2006 con el mismo título que el libro. Sin embargo, un estudio de 2012 dirigido por el ecólogo Marcelo Araya-Salas contradice la afirmación de que las aves usan intervalos musicales fijos, como en una escala. Mostró que de 243 muestras del canto del ruiseñor, solo 6 coincidían con los intervalos utilizados en las escalas.   
En un artículo de 2005 titulado "Why Birdsong is Sometimes Like Music", Luis Felipe Baptista y Robin A. Keister argumentan que la forma en que los pájaros usan variaciones de ritmo, relaciones de tono musical y combinaciones de notas puede parecerse a la música. Consideran la teoría de que las aves a veces explotan la variación en el canto para evitar la monotonía. Examinan familias de aves que habitualmente toman prestadas frases o sonidos de otras especies; el estornino europeo es un prestatario bien estudiado, y es posible que la especie haya inspirado una pieza de Mozart .
Adam Tierney y sus colegas argumentaron en un artículo de 2011 que las limitaciones motoras similares en el canto humano y aviar hacen que ambos tengan estructuras de canto similares, incluidos "contornos melódicos en forma de arco y descendentes en frases musicales", notas largas al final de las frases y normalmente pequeñas diferencias de tono entre notas adyacentes. Excluyeron aves como el estornino europeo, que utilizan muchos zumbidos o chasquidos inarmónicos, trabajando en cambio con aves con una estructura de tono fuerte como el gorrión de campo Spizella pusilla ( Emberizidae ), el trepador de árboles euroasiático Certhia familiaris (Certhiidae) y la tangara de verano: Piranga rubra ( Thraupidae ). 
Hollis Taylor argumentó en su libro de 2017 que las vocalizaciones del carnicero de varios colores son música, refutando las objeciones musicológicas. Esto fue acompañado por "(re) composiciones" basadas en el canto de los pájaros, basadas en transcripciones de aves, combinadas con grabaciones de campo del interior de Australia.   

## En etnomusicología
Michael Silvers escribe que la etnomusicología de múltiples especies, especialmente de las aves, puede mejorar la comprensión de cómo se produce la música y su propósito, y aclarar qué es la etnomusicología. Encontró unos 150 artículos de etnomusicología sobre aves. Señaló que Bruno Nettl decía que la música clásica persa no se repite, como no se repite la música del ruiseñor.   Laudan Nooshin usa el relato de Nettl sobre el ruiseñor para describir khalāqiat, improvisación musical, que sin embargo requiere el conocimiento de radif, el repertorio tradicional. El ruiseñor es culturalmente importante por su canción, por lo que los musicólogos deben estudiar su canción para comprender su improvisación, al igual que deben estudiar la música humana para comprender la improvisación musical humana.